# Église Saint-Lambert de Grivegnée
Pour les articles homonymes, voir Église Saint-Lambert.
L’église Saint-Lambert de Grivegnée est un édifice religieux de Liège (Belgique), utilisé pour le culte catholique jusqu'en 2015, puis pour le culte protestant depuis 2017. De style néo-gothique et construite à la fin du XIXe siècle, elle faisait partie de l'ancien couvent des missionnaires oblats, aujourd'hui partis. Elle était la plus importante église paroissiale catholique du quartier de Grivegnée. Elle se situe rue du Beau-Mur dans le quartier Bonne-Femme, au pied de la colline du fort de la Chartreuse. 

## Histoire
De style néo-gothique, l'église fut édifiée d'après les plans de l'architecte liégeois Hubert Froment entre 1895 et 1897  par les missionnaires oblats qui avaient acheté l'ancien casino du Beau-Mur se trouvant juste à côté. L'ancien casino avait été transformé en maison de formation internationale et l'église fut le cadre de nombreuses ordinations sacerdotales. En 1934, le diocèse de Liège, en dialogue avec les missionnaires oblats, décida de consacrer l'édifice et la paroisse sous le vocable de saint Lambert en mémoire de la cathédrale Notre-Dame-et-Saint-Lambert de Liège.
Durant la Deuxième Guerre mondiale, les vitraux colorés de l'église furent détruits en 1944 à la suite de l'explosion d'une bombe volante. L'ancien casino et les autres installations du couvent furent quant à elles détruites à la fin de la guerre, l'église restant le seul vestige de l'ancien couvent.
L'église renferme quelques trésors des missionnaires oblats, ainsi que certains trésors de la cathédrale démolie Saint-Lambert. Ces trésors sont néanmoins rarement exposés, vu que l'église fut souvent la cible de voleurs et de vandales durant les années 1990 (notamment la statue de Notre-Dame-des-Bonnes-Nouvelles, datant du XIVe siècle, volée le 18 septembre 1996).  
L'église a été fermée  au public en 2010 pour des raisons de sécurité, l'édifice présentant de nombreuses dégradations dues à un manque d'entretien et de travaux. Le culte catholique fut toutefois encore célébré jusqu'en 2015 dans une chapelle aménagée dans la sacristie sud.  
En 2017, faute de moyens pour restaurer l'édifice, la congrégation des missionnaires oblats décide de vendre le bien. Avec l'accord des autorités locales et de l'évêché de Liège, l'église est rachetée par une communauté protestante. Cette dernière envisage un projet de restauration du bâtiment afin d'y établir leur lieu de culte. 

## Chronologie
- Pose de la première pierre le 17 septembre 1895
- Ouverture au culte le 18 avril 1897
- Consécration par les pères oblats le 16 septembre 1897
- Fermeture du couvent des missionnaires oblats et consécration en tant qu'église paroissiale en 1934
- Destruction des vitraux par une bombe volante en décembre 1944
- Pose de nouveaux coqs dorés (les anciens ayant été volés durant la guerre par les Allemands) au-dessus des clochers en 1966
- Fermeture temporaire au public en 2010. Le culte catholique est encore célébré jusqu'en 2015 dans une chapelle annexe.
- Vente de l'église en 2017 à une communauté protestante pour y établir leur lieu de culte

## Description architecturale du bâtiment
L'église est construite sur un plan basilical (cruciforme) et est de style néo-gothique.
La façade principale, construite en pierre bleue, possède un grand vitrail en arc brisé au fenestrage biparti à double jour brisé à oculus et quintefeuille. Sous ce vitrage se tient le maigre porche de l'entrée principale. Le tympan du portail en tiers-point est frappé d'une croix et de rinceaux foliacés. De part et d'autre se situent les tours jumelles (clochers) carrés à quatre niveaux et éclairés par une longue lancette brisée. Le tout forme une façade harmonique. Une tourelle octogonale vient s'accrocher à chaque clocher et abrite les communications verticales vers les tours et le jubé. Un second accès à l'église peut se faire par un portail dans la tourelle octogonale qui borde la tour sud. Sur la façade, les quelques orifices probablement prévus pour des statues sont vides.
La nef, tout comme le chœur, sont construits eux en brique rouge, mis à part les contreforts de pierre qui rythment les murs gouttereaux d'après la dimension des travées intérieures. La sacristie du Sud-Est se prolonge dans une petite bâtisse en pierre, seul reste du complexe du couvent des missionnaires oblats. Cette annexe sert aujourd'hui de chapelle de semaine.
À l'intérieur, on peut admirer la haute nef principale, voûtée d'ogives en pierre et briques et divisée en six travées. Elle est flanquée de part et d'autre de collatéraux se terminant dans leur dernière travée en chapelles à chevet plat. Le transept est éclairé par des vitraux identiques à celui de la façade principale et leurs flancs sont de même élévation que celle de la nef. Le cœur, polygonal, est éclairé par des lancettes et flanqué de cinq chapelles rayonnantes qui renferment les différents trésors. Le jeu des pierres permet d'avoir une superposition harmonieuse des couleurs. Le dallage du sol présente un magnifique motif imaginé par l'architecte Froment.
Les vitraux, quant à eux, sont malheureusement très mal conservés : seuls quelques-uns du chœur furent sauvés des éclats de bombes lors de la Seconde Guerre mondiale. Les autres furent remplacés par de simples vitrages.

## Photos

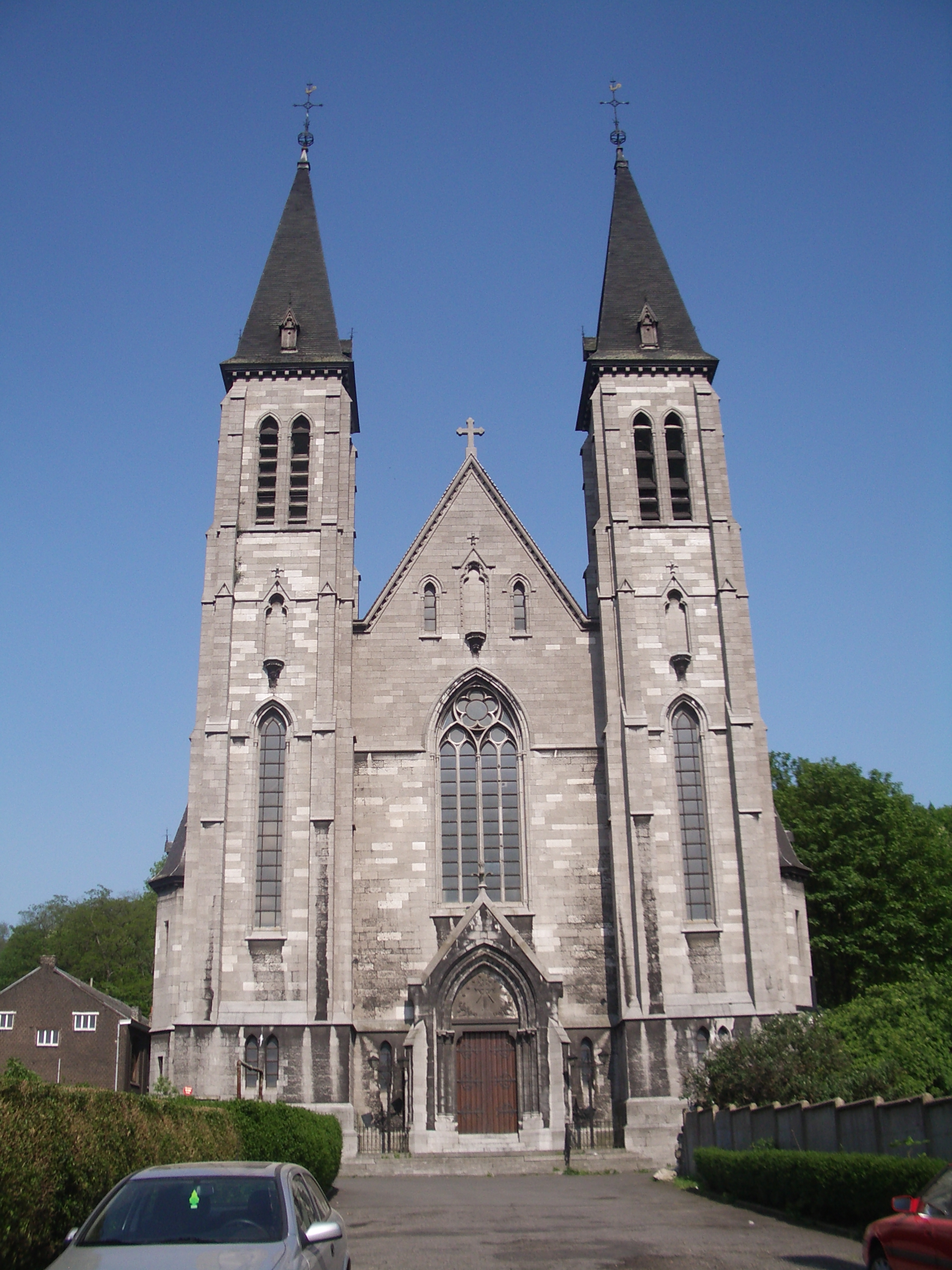
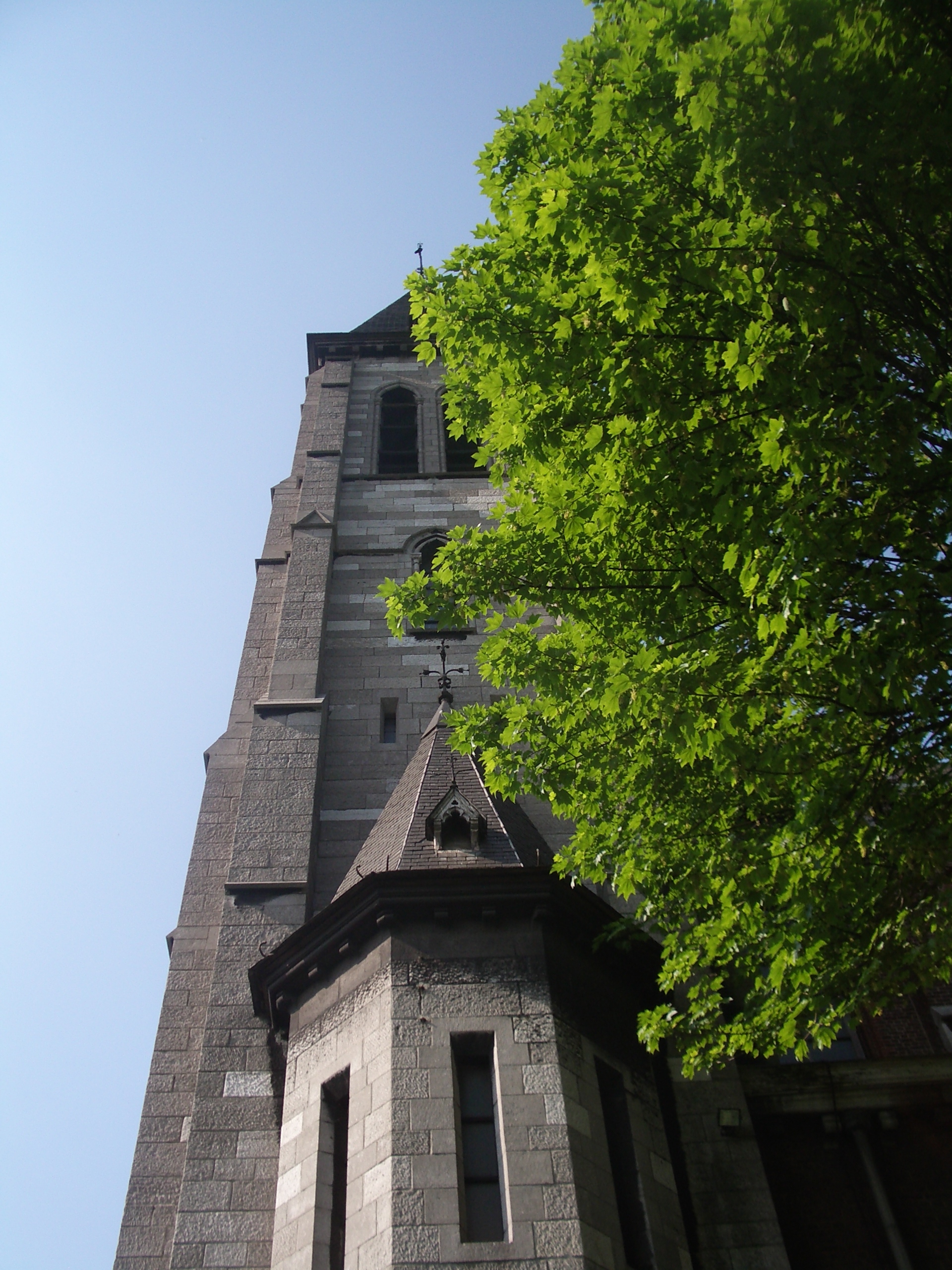
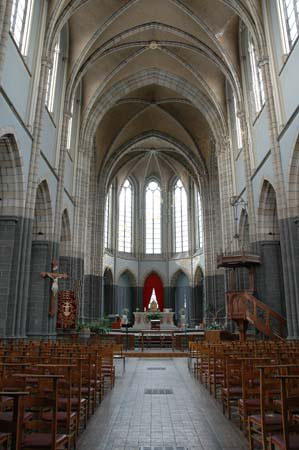
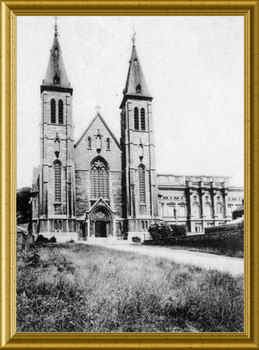